# 中山神社

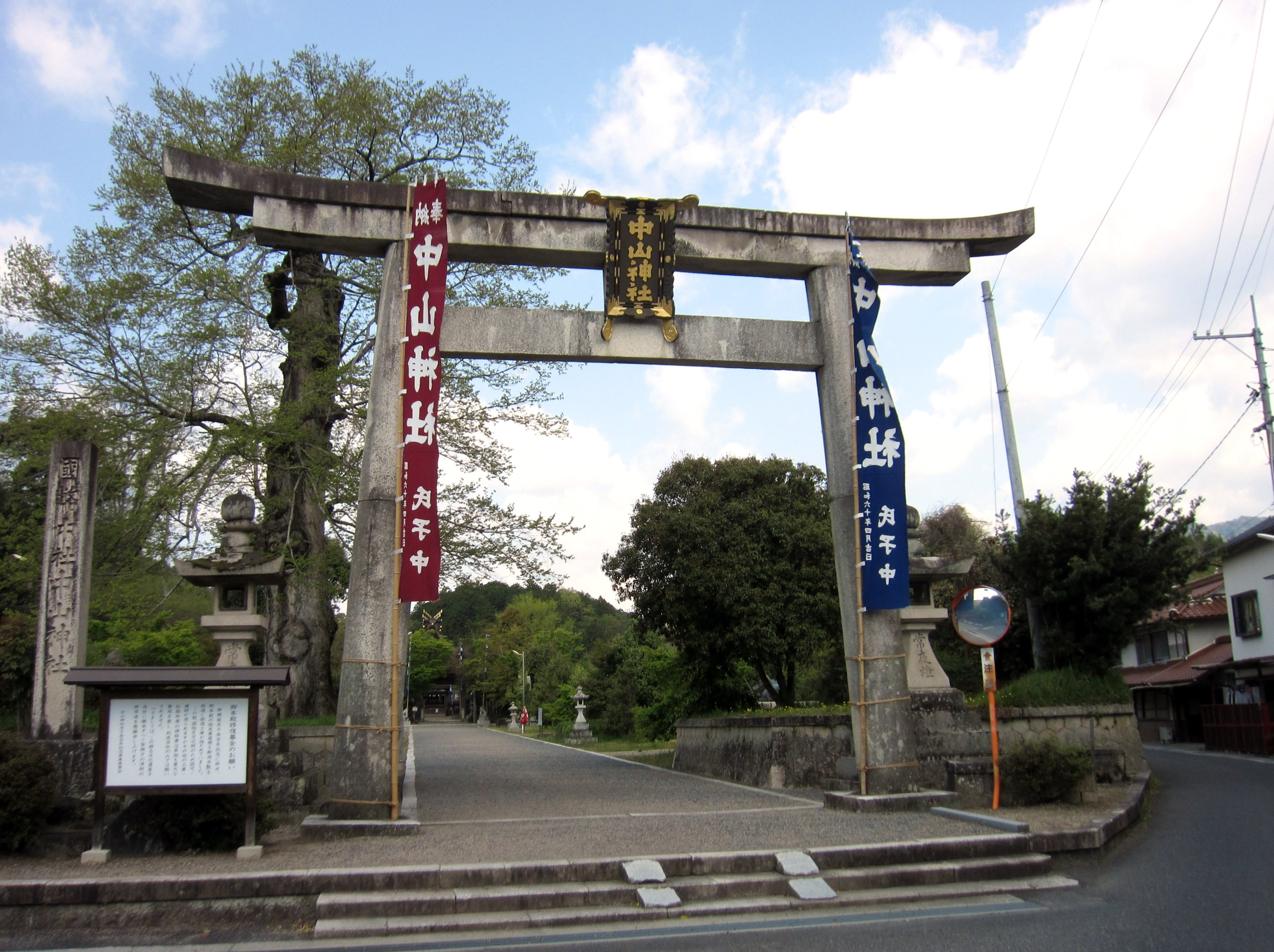
鳥居「中山鳥居」と称される独特の形式。

中山神社（なかやまじんじゃ）は、岡山県津山市一宮にある神社。式内社（名神大社）、美作国一宮。旧社格は国幣中社で、現在は神社本庁の別表神社。
社名は現在「なかやま」と読むが、かつては「ちゅうぜん」「ちゅうざん」と音読みしていた。別称として「仲山大明神」や「南宮」とも。

## 祭神
祭神は次の3柱。これらは『中山神社縁由』に基づく。
主祭神
- 鏡作神（かがみつくりのかみ）

相殿神
- 天糠戸神（あめのぬかどのかみ）
- 石凝姥神（いしこりどめのかみ）

『延喜式頭注』には大己貴命、『作陽誌』には吉備武彦命、『大日本史』や『神祇志料』には吉備津彦命と記されている。他に金山彦命とする説もある。『今昔物語集』や『宇治拾遺物語』では、当社の祭神は猿神であるとされている。

## 歴史

### 創建
社伝（『中山神社縁由』）では、慶雲4年（707年）に、伽多野部長者乙丸（肩野物部乙丸とも）が祀っていた大己貴命の宮所を中山神に譲ったことで中山神社が成立したという。なお、乙丸は弓削庄に移住した。
実際の創建としては、和銅6年（713年）美作国が備前国から分立した時に吉備中山から勧請を受けたものと推測する説がある。

### 概史
国史では、貞観2年（860年）に「中山神」の神階が従四位下に昇叙された記事のほか、貞観6年（864年）に官社に列し、貞観7年（865年）に従三位、貞観17年（875年）に正三位に昇叙された旨が記されている。
延長5年（927年）成立の『延喜式』神名帳では美作国苫東郡に「中山神社 名神大」と記載され、美作国では唯一の名神大社に列している。また、中世からは美作国の一宮として崇敬された。
天文2年（1533年）、尼子晴久の美作攻めの際、境内に陣を置く敵を攻略するために火が放たれ、社殿が焼失した。美作平定後の永禄2年（1559年）、晴久自身によって再建された。
明治4年に近代社格制度において国幣中社に列し、第二次大戦後は神社本庁の別表神社となった。

### 神階
- 貞観2年（860年）1月27日、正五位下から従四位下 （『日本三代実録』） - 表記は「中山神」。
- 貞観6年（864年）8月14日、従四位下、官社に列す （『日本三代実録』） - 表記は「仲山大神」。
- 貞観7年（865年）7月26日、従四位下から従三位 （『日本三代実録』） - 表記は「仲山神」。
- 貞観17年（875年）4月5日、従三位から正三位 （『日本三代実録』） - 表記は「中山神」。

## 境内

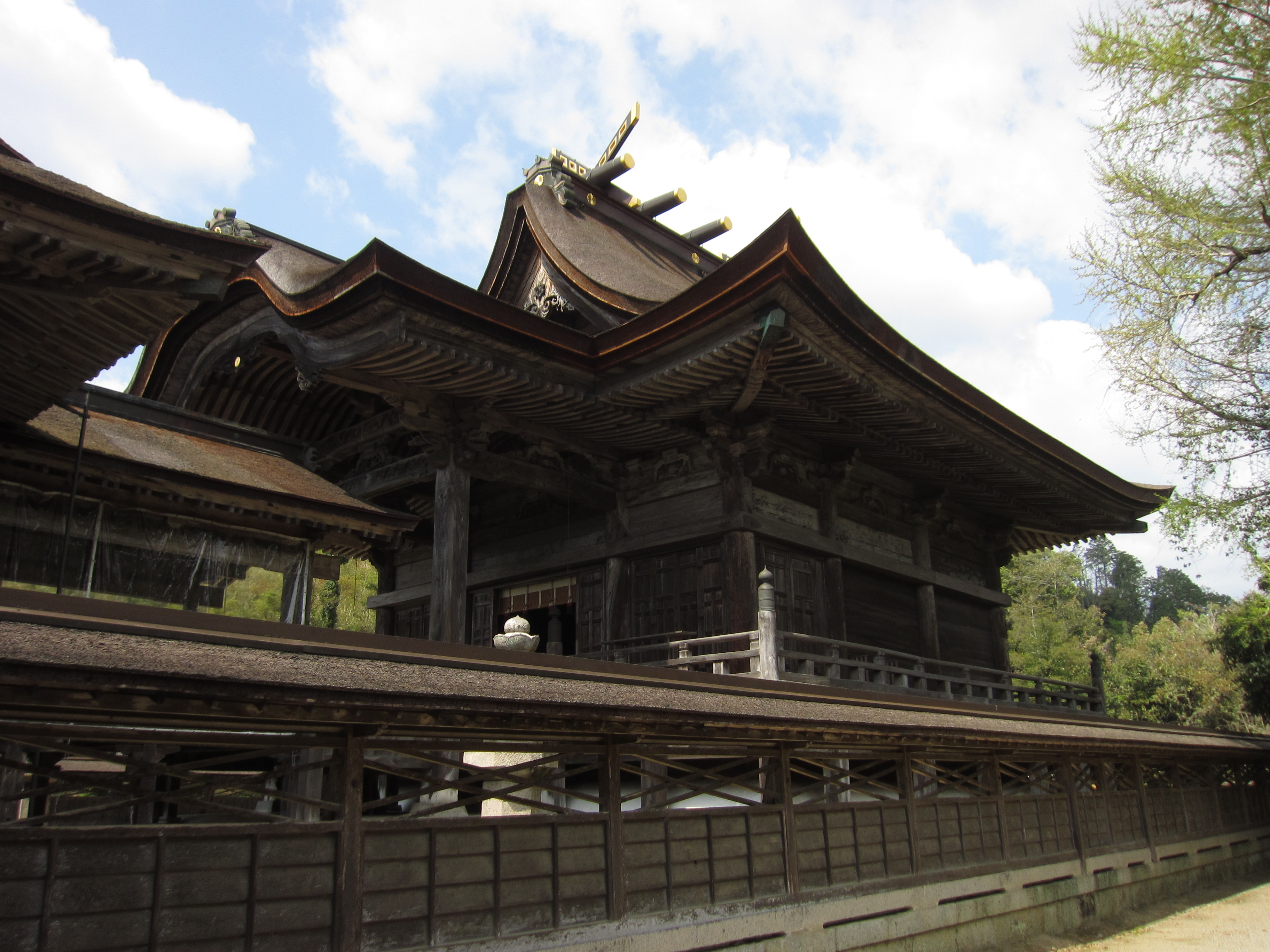
本殿（国の重要文化財）

- 本殿
永禄2年の尼子晴久による再建で、入母屋造妻入の他地方には例を見ない「中山造」と呼ばれる構造をとる。国の重要文化財に指定されている。
- 神門（建造物）
津山城二の丸にあった四脚薬医門を明治初頭に移築したもの。[1]津山市指定重要文化財に指定されている。
- 鳥居
境内正面入口のものは「中山鳥居」と呼ばれる独特の構造である。

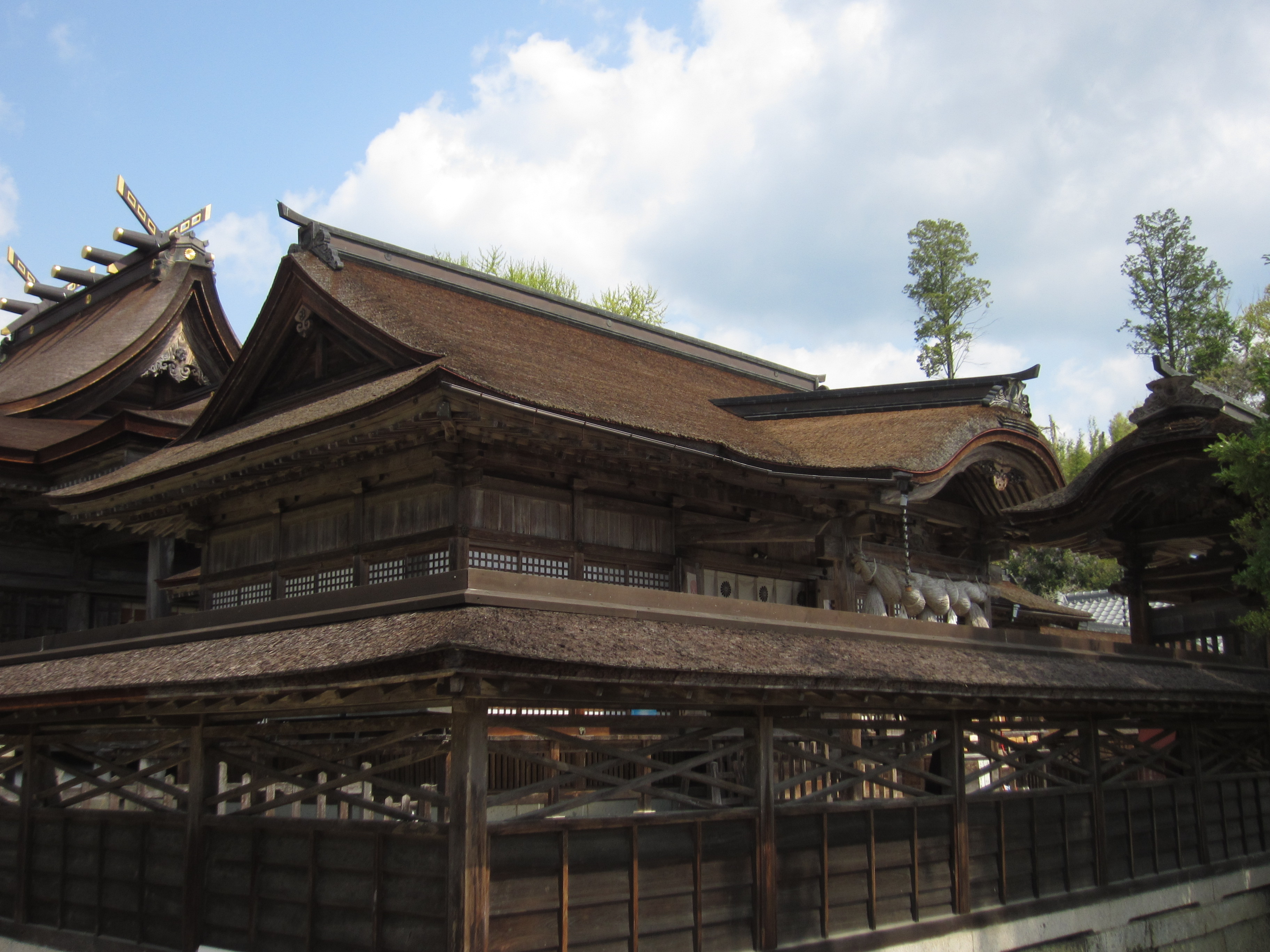
拝殿
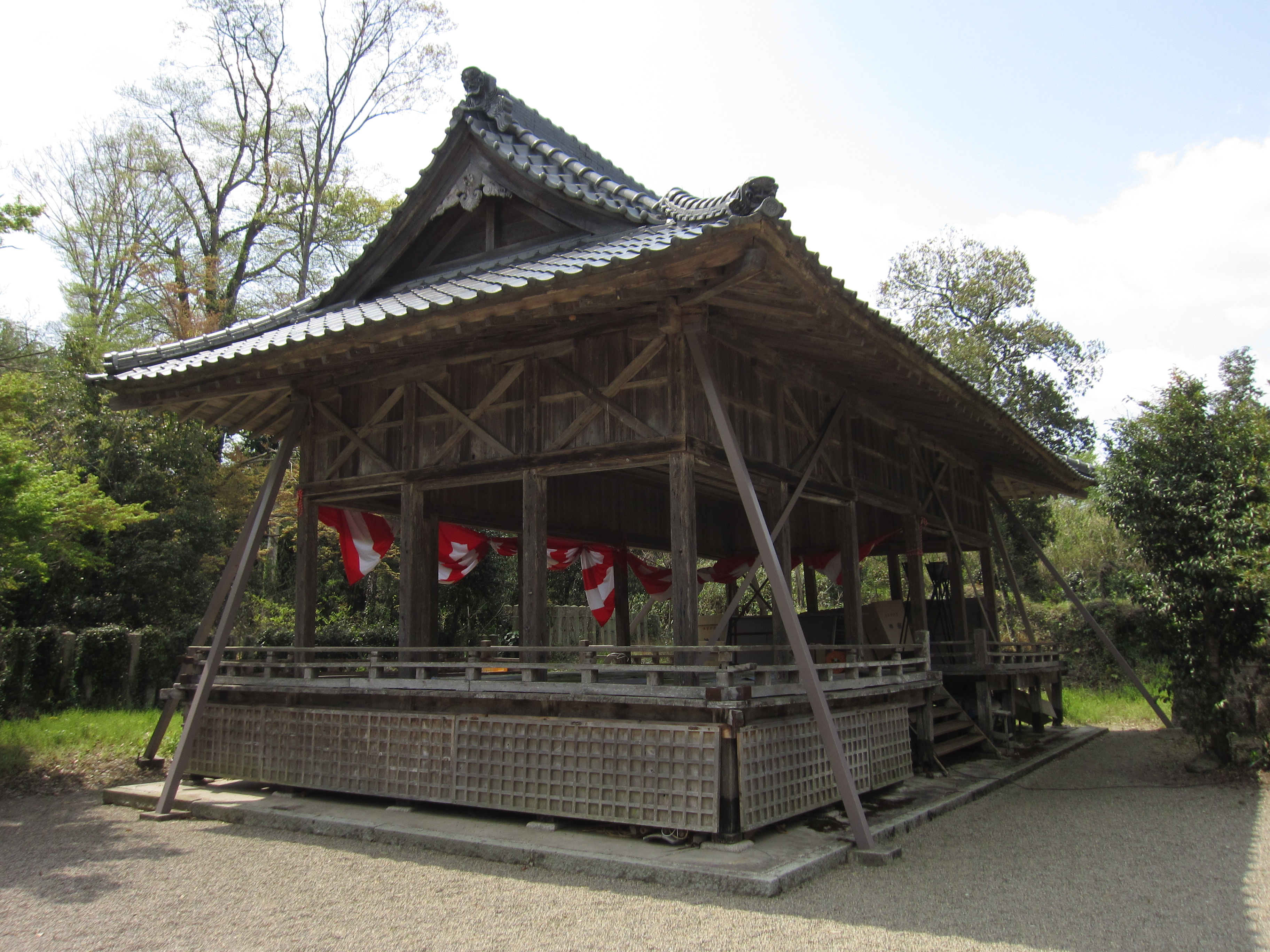
神楽殿
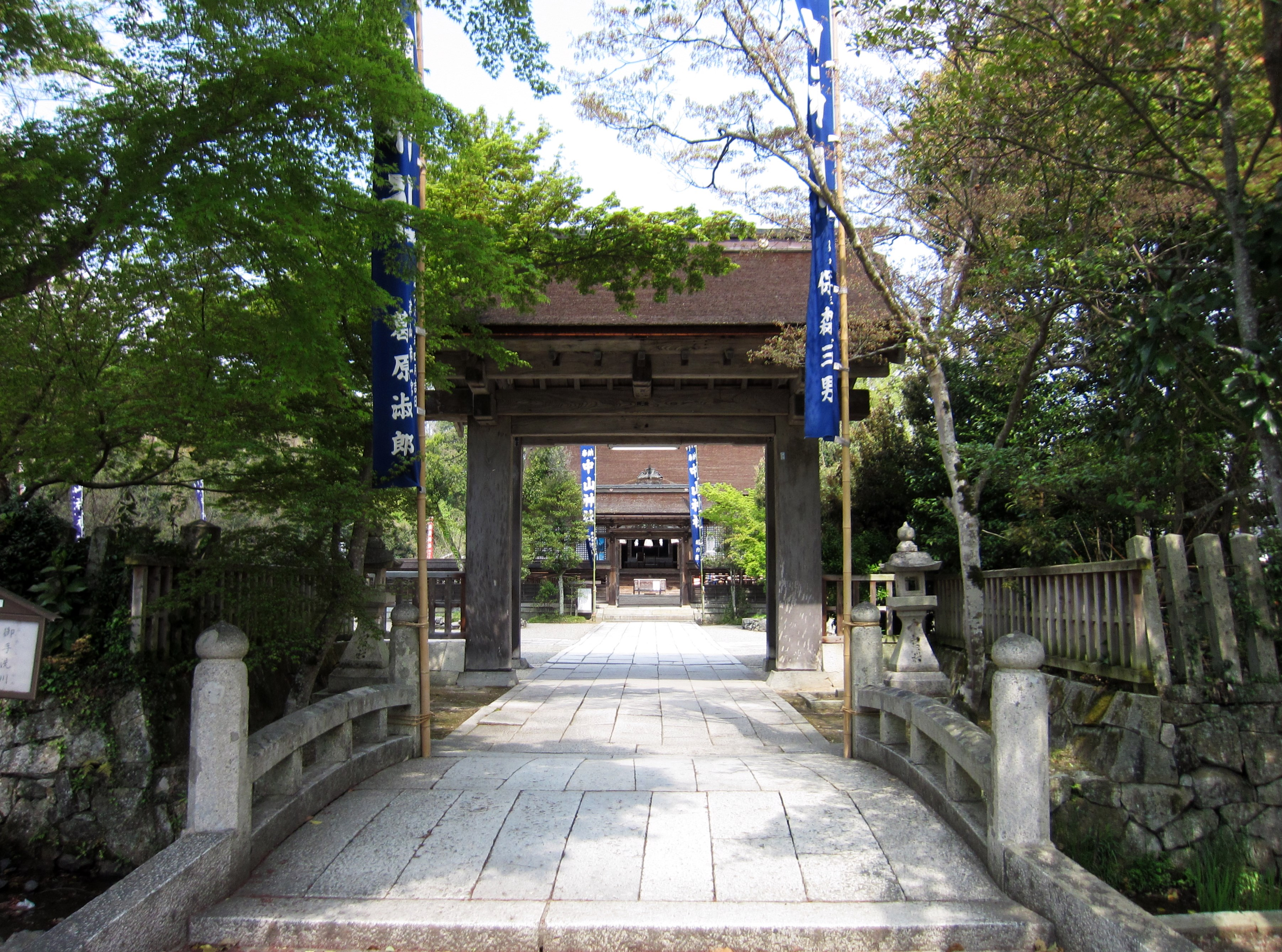
神門（津山市指定文化財）
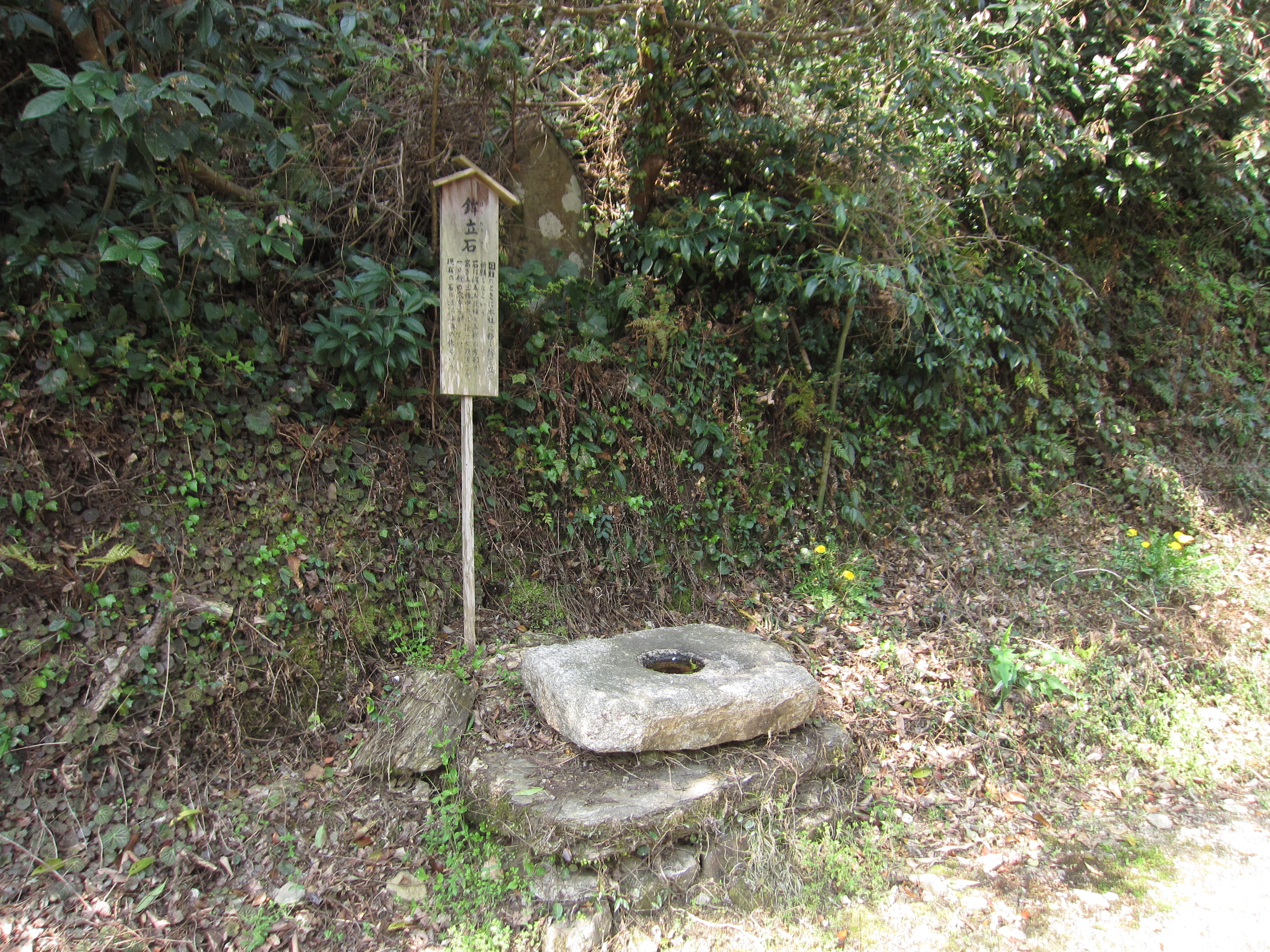
鉾立石
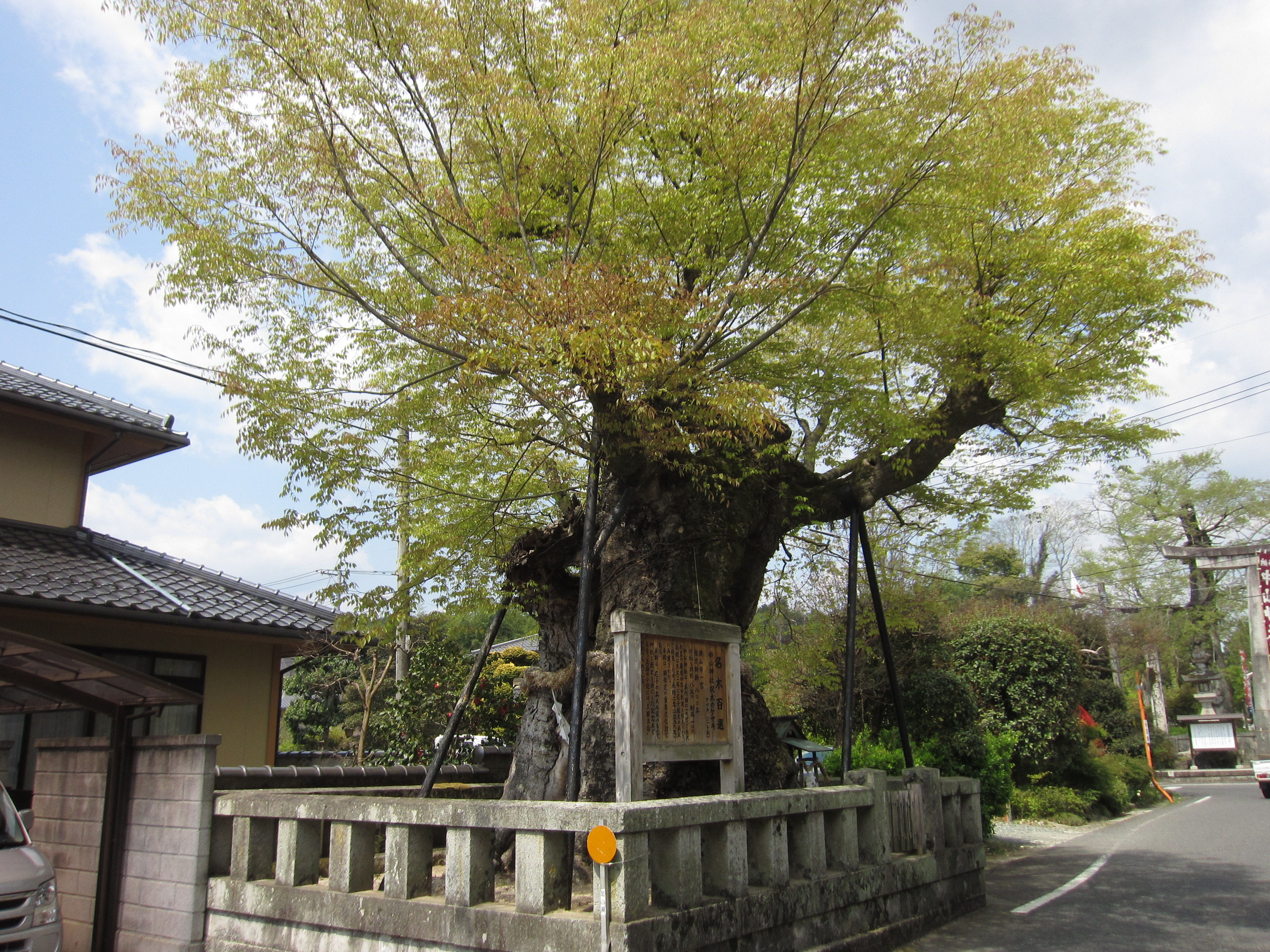
ケヤキ（津山市指定天然記念物）
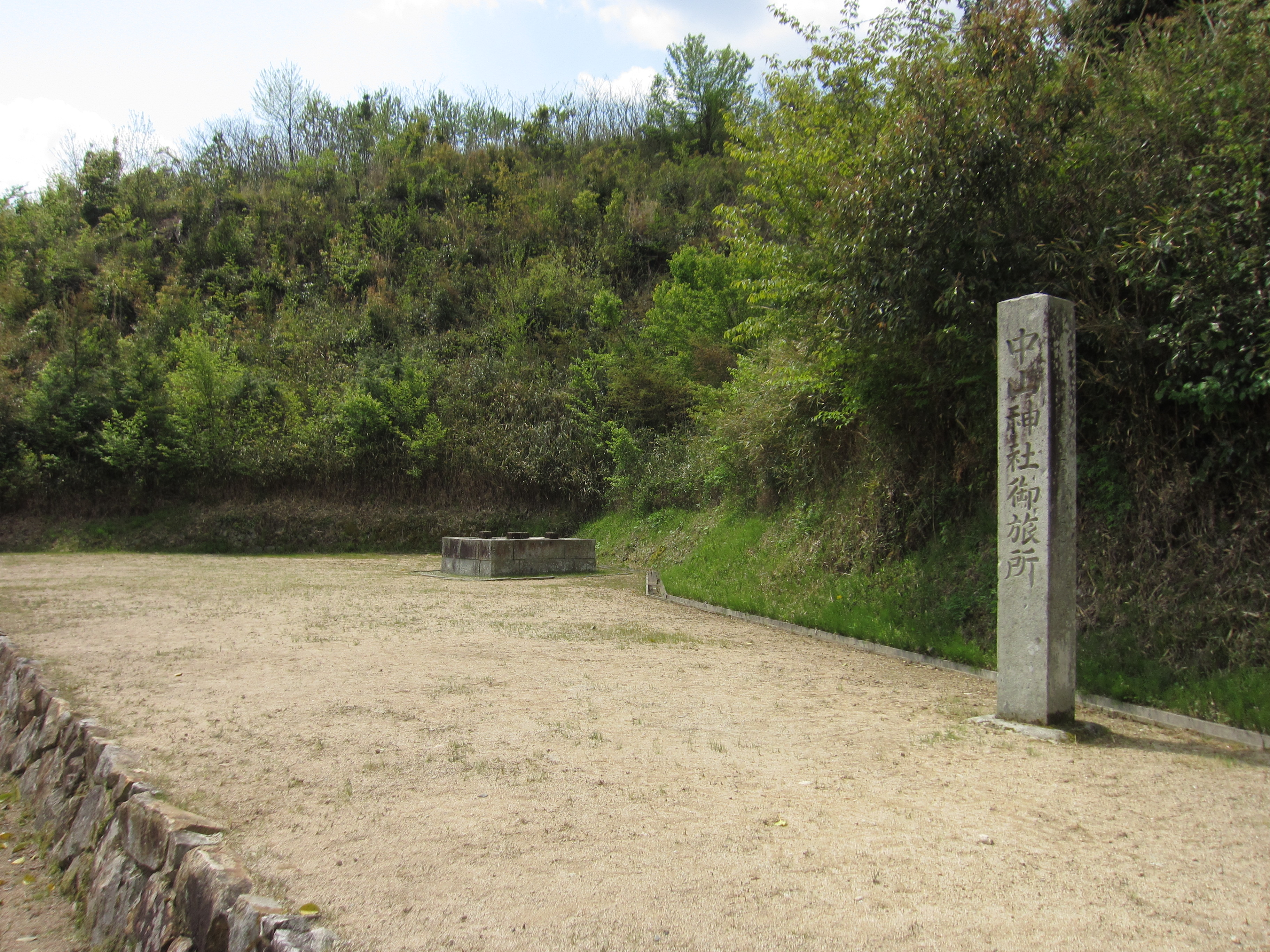
御旅所

## 摂末社
摂末社はかつては112社あったが、尼子晴久の美作攻略の際に焼失し、現在は5社のみが残る。
- 総神殿（惣神殿） - 祭神：山上山下120社。社殿は津山市指定重要文化財に指定されている。
- 国司社（くにししゃ） - 祭神：大国主神。
- 御先社 - 祭神：稲荷神。
- 猿神社 - 祭神：猿多彦神。本殿裏に鎮座。『今昔物語集』等の記述はこの猿神社に由来するものと伝える。

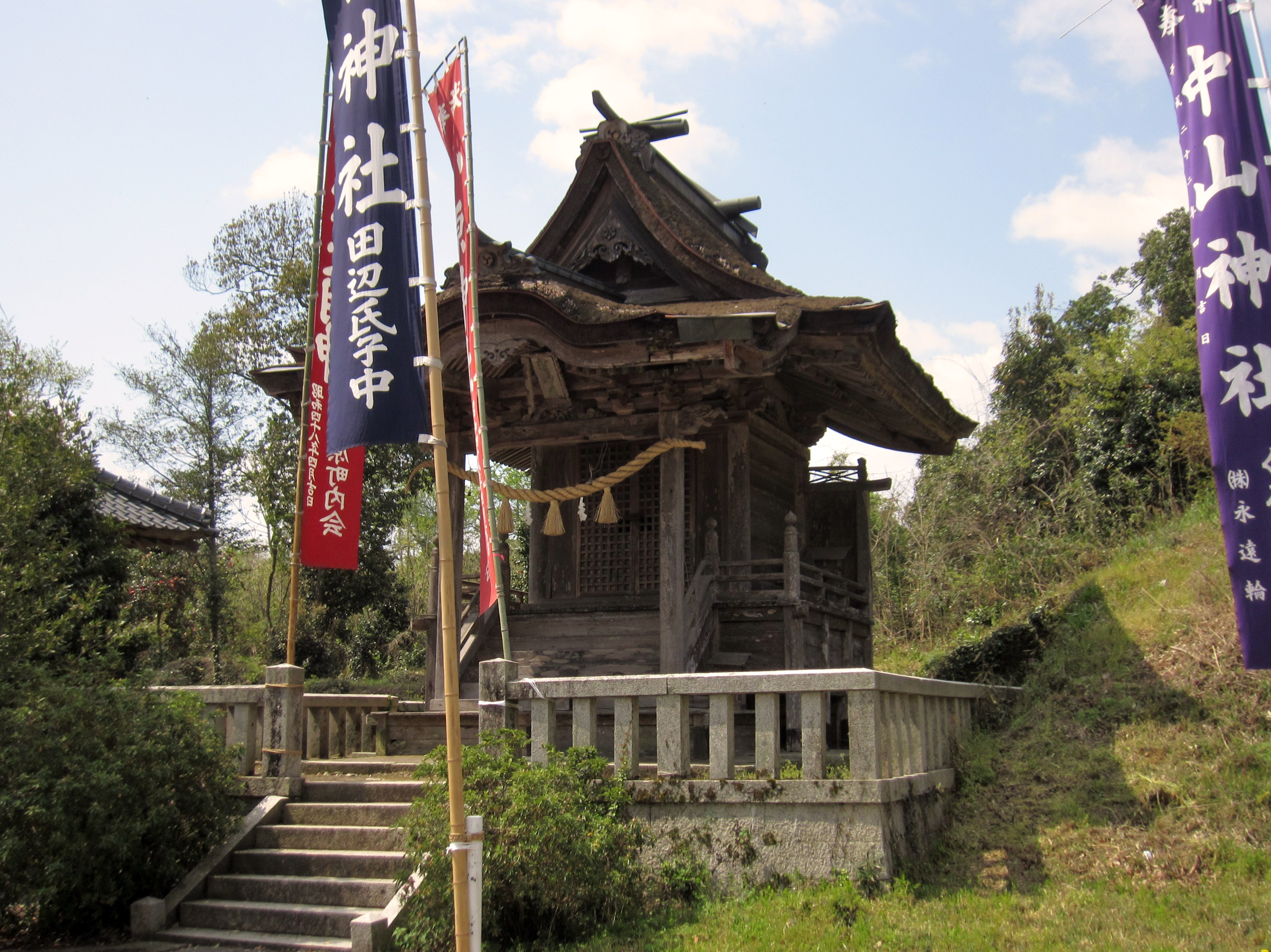
総神殿（惣神殿）（津山市指定文化財）
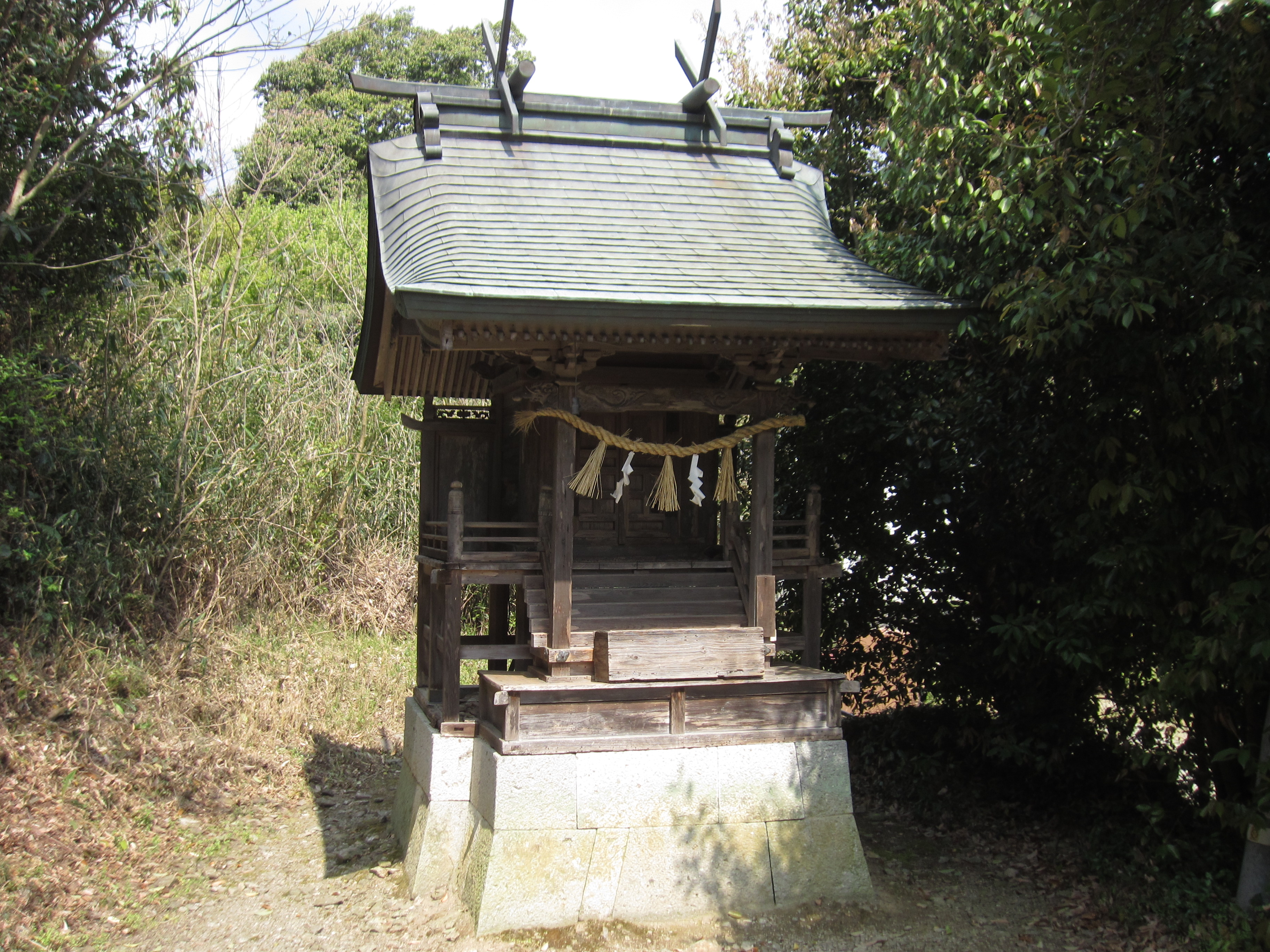
国司社
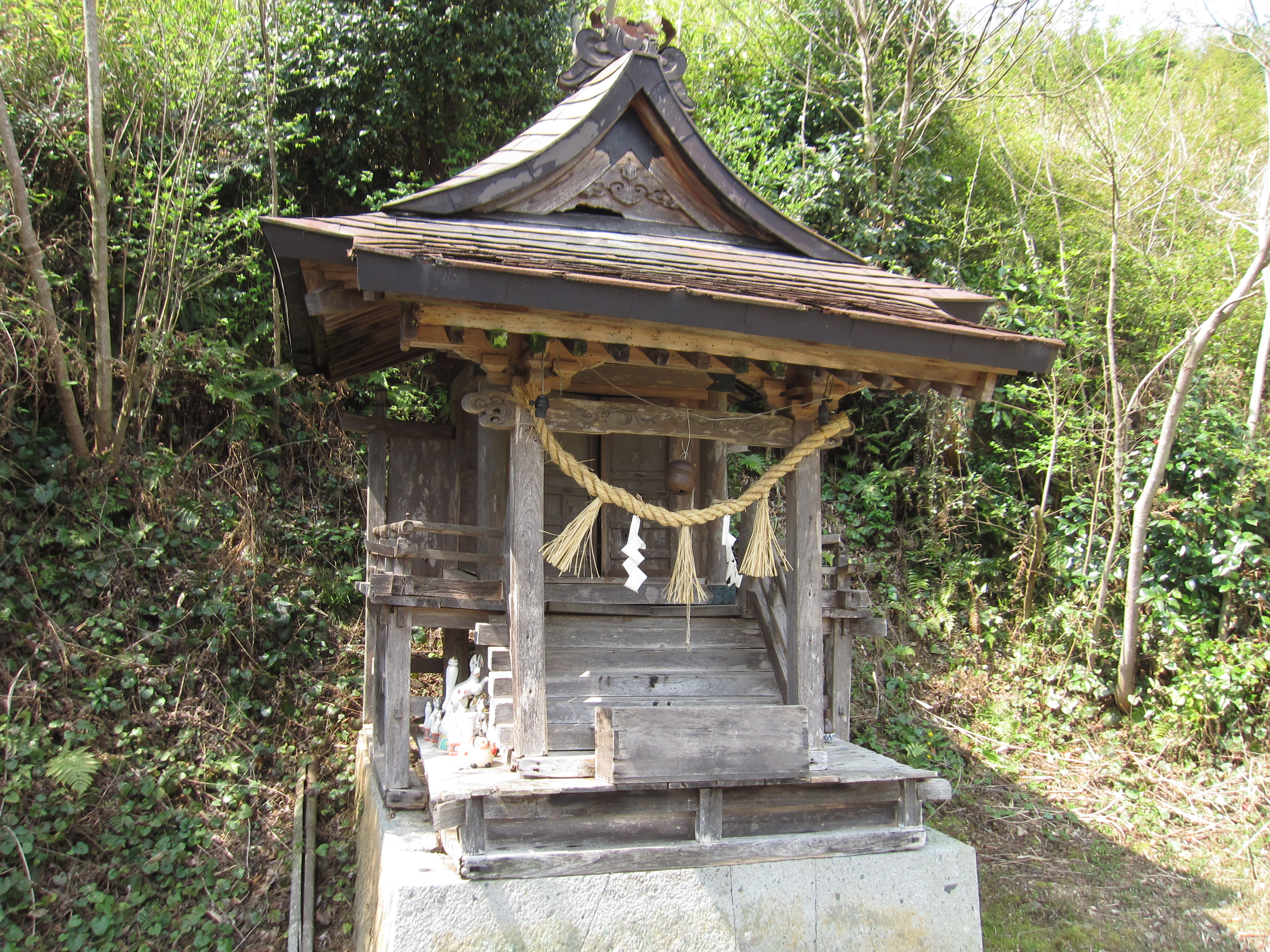
御先社
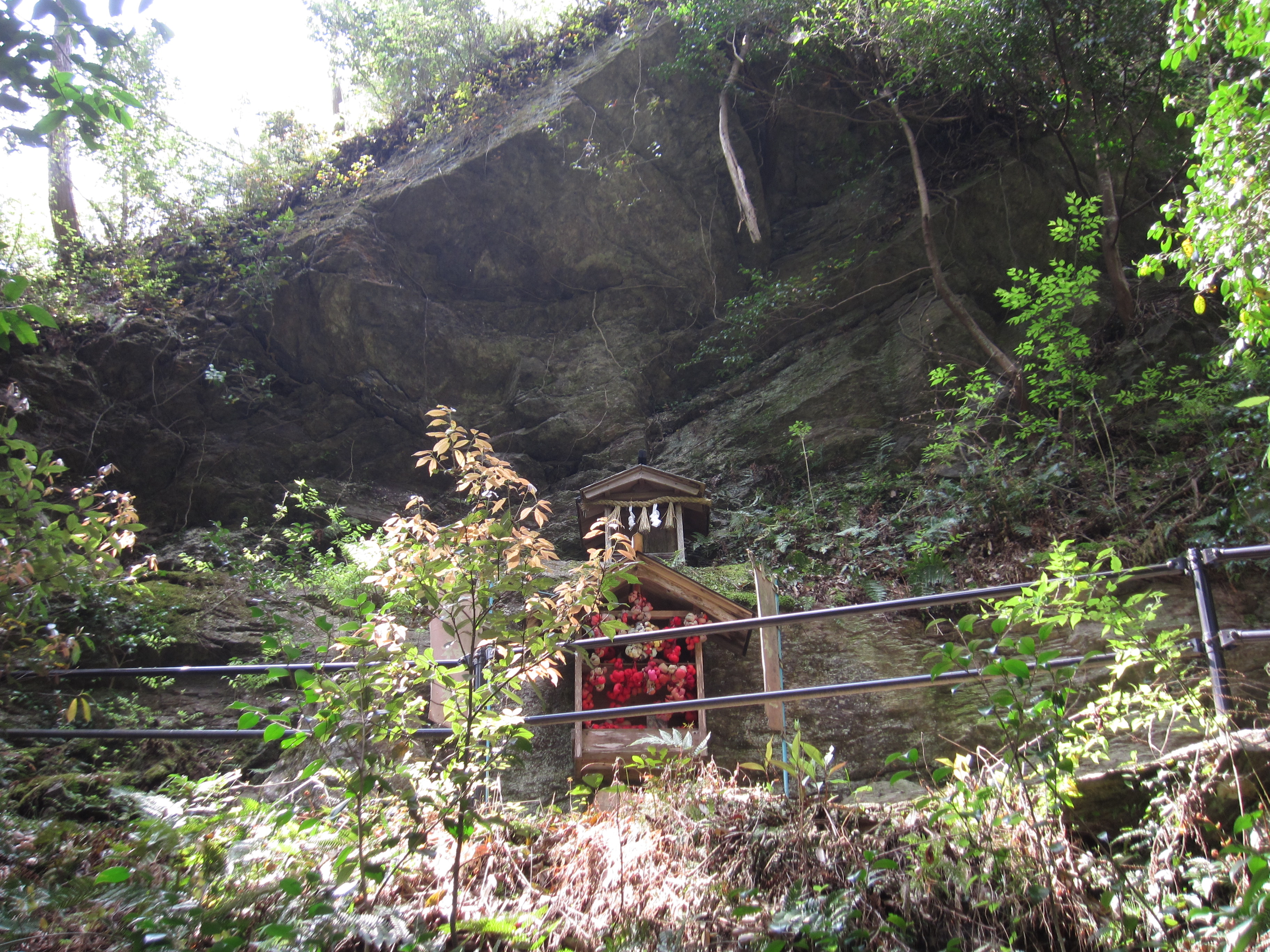
猿神社

## 祭事
12月に行われる御注連祭（おんしめまつり）は、鎌倉時代の元寇（蒙古襲来）のときに当社を含め各地の社寺で行われた異国降伏祈願に由来するもので、かつては鉾祭・鉾立祭と呼んでいた。

## 文化財

### 重要文化財（国指定）
- 本殿（建造物）
室町時代後期、永禄2年（1559年）の造営。大正3年（1914年）4月17日指定[2]。

### 津山市指定文化財
- 重要文化財（有形文化財）[3]
  - 神門（建造物）
元は津山城二の丸にあった四脚薬医門。昭和50年（1975年）11月15日指定。
  - 惣神殿（建造物）
江戸時代、寛保元年（1741年）の造営。平成20年（2008年）10月30日指定[4]。
  - 中山神社戦国武将文書（古文書）
美作を支配した戦国武将の戦勝祈願・奉納の文書。尼子晴久判物、毛利元就判物、毛利元就書状、吉川元春外三名連署書状、浦上宗景判物の計5通を、津山藩家老の長尾勝明が元禄3年（1690年）に1巻にまとめたもの。昭和50年（1975年）11月15日指定。
- 重要有形民俗文化財[3]
  - 中山神社の太鼓
室町時代、嘉慶2年（1388年）の作。ケヤキ材の一木造。銘によれば江戸時代の寛文-文政年間に5回の修復が実施されている。平成25年（2013年）4月23日指定[5]。
- 天然記念物[3]
  - 中山神社祝木のケヤキ - 昭和48年（1973年）10月20日指定。

## 現地情報
所在地
- 岡山県津山市一宮695

交通アクセス
- 津山駅（JR西日本姫新線・津山線）から
  - 中鉄北部バス（西田辺方面行き）で「中山神社前」バス停下車 （下車後徒歩すぐ） - 1日2本のみ。
  - 中鉄北部バス（上横野行・一宮局前行き）で「一宮局前」バス停下車 （下車後徒歩10分）
  - 中鉄北部バス（東一宮車庫行き）で「一宮小学校前」バス停下車 （下車後徒歩15分）
  - 中鉄北部バス（スポーツセンター行き）で「グリーンヒルズ入口」バス停下車 （下車後徒歩20分）